# Macrogynoplax delicata
Macrogynoplax delicata är en bäcksländeart som beskrevs av Ribeiro och Froehlich 1999. Macrogynoplax delicata ingår i släktet Macrogynoplax och familjen jättebäcksländor. Inga underarter finns listade i Catalogue of Life.